# Valetudinarium

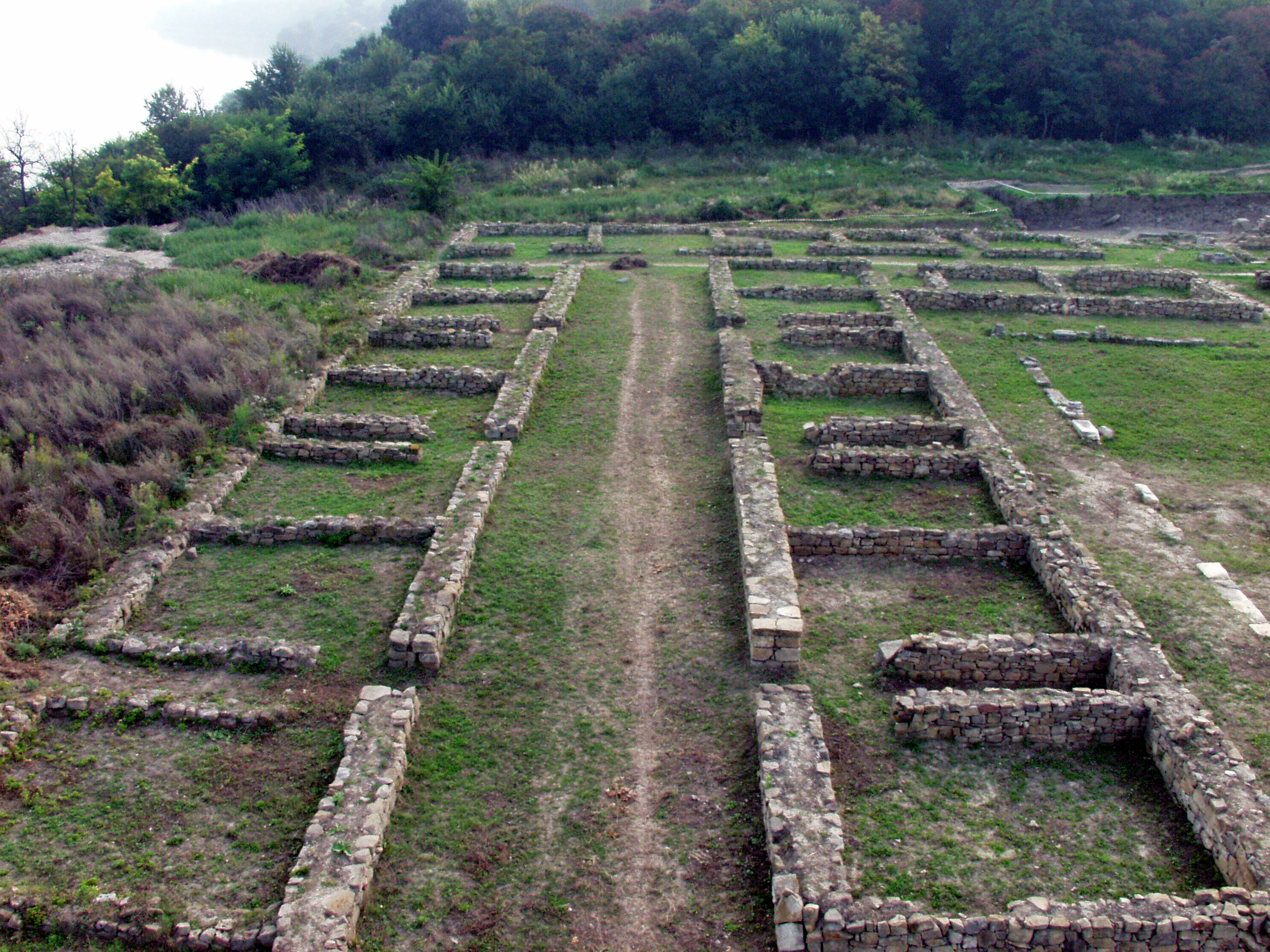
Tipica struttura di un valetudinarium militare nella fortezza legionaria di Novae nella Mesia inferiore.

Il valetudinarium era l'ospedale in epoca romana, il cui significato derivava dal termine latino valetudo, ovvero "buona salute". Furono costruiti lungo l'intero limes fin dal tempo dell'imperatore Augusto, quali ospedali militari all'interno di ciascun castrum legionario o ausiliario.

## Storia
Sappiamo molto poco riguardo alla medicina militare nell'età repubblicana. Gli autori che ne testimoniano prima di Augusto, come Tito Livio, raccontano che i feriti nelle battaglie venivano portati nei villaggi nei pressi delle zone di conflitto per essere curati. Era fondamentale intervenire per tempo a curare le infezioni provocate nello scontro con mezzi e cure adeguate, in caso contrario le perdite di vite umane potevano risultare assai più pesanti.
Con la riforma dell'esercito di Augusto vennero introdotti i medici militari che avevano ricevuto, al contrario di quelli civili, una specifica formazione. Era, inoltre, di importanza basilare per avere una buona condizione generale dei soldati, che gli accampamenti permanenti (castra stativa) fossero posti nei pressi di corsi d'acqua, lontani però da zone malsane, come le paludi malariche o in regioni aride, non ombreggiate da alberi, o con difficoltà negli approvvigionamenti.

## Struttura militare

La fortezza legionaria di Vindobona con in alto a sinistra, in colore rosa scuro, il valetudinarium.

Queste strutture erano presenti sia in tutte le fortezze legionarie, sia nei forti ausiliari di maggiori dimensioni lungo l'intero limes romano. Normalmente era di forma rettangolare. Al centro un ampio cortile e lungo i quattro lati erano posizionate le corsie mediche, formate da tante stanze (dove erano ricoverati gli ammalati ed i feriti di guerra; ad Inchtuthil ce n'erano 60 di 4 x 5 metri ciascuna), sia lungo il perimetro interno (che si affacciava sul cortile interno) sia lungo quello esterno. Tra la serie di stanze interne e quelle esterne vi era un ampio corridoio come è ancora oggi possibile vedere nella fortezza legionaria di Inchtuthil. Alcune di queste stanze era poi utilizzata dal personale amministrativo, medico ed infermieristico. Ad esempio a Novaesium e Castra Vetera all'entrata del valetudinarium c'era un ampio stanzone che potrebbe essere servito come l'"accettazione" ospedaliera.
Le stanze dei convalescenti erano in alcuni casi, come a Novae, dotate di finestre per rinfrescare gli ambienti. In altri casi i valetudinaria erano anche dotati di strutture termali interne con latrine (come a Castra Vetera).

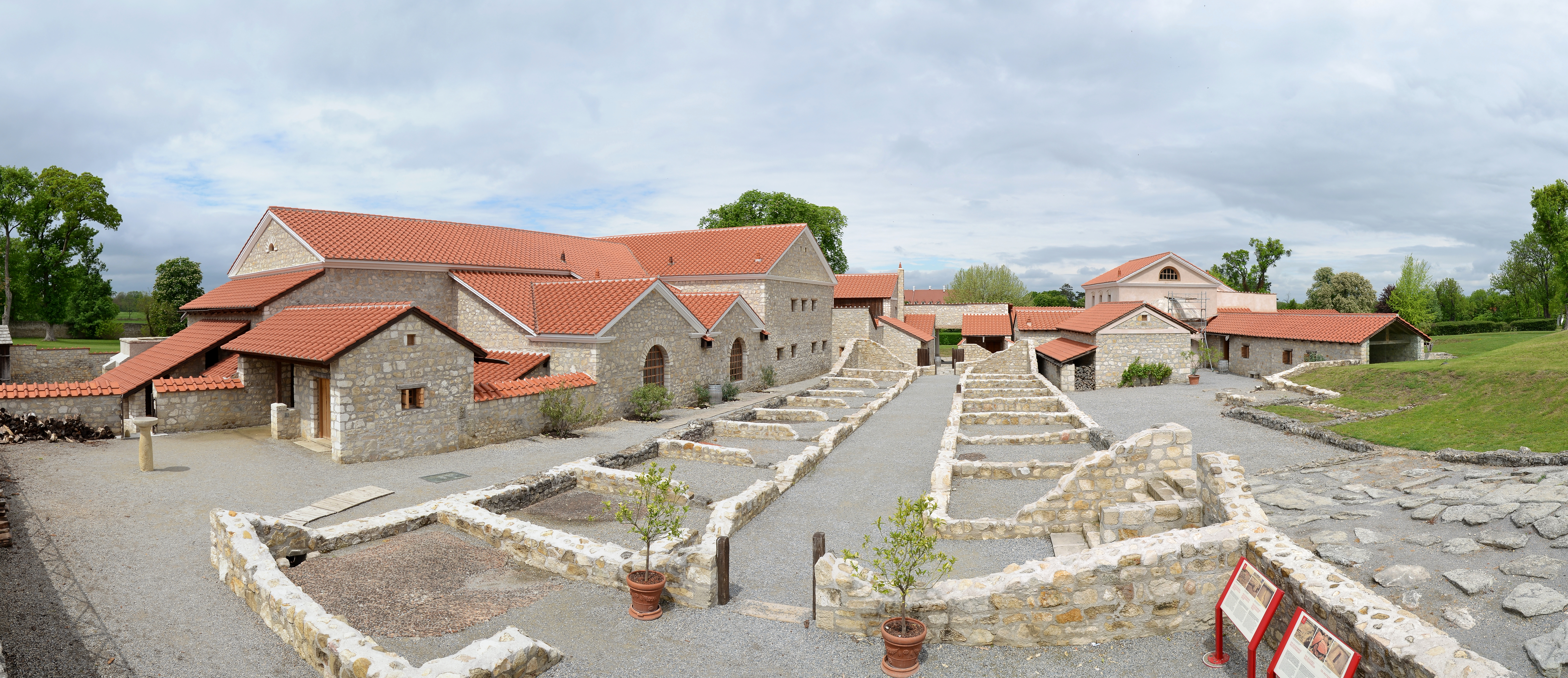
Valetudinarium a Carnuntum (in primo piano)

Le dimensioni potevano variare. Ad esempio ad Inchtuthil, in Britannia,  copriva un'area di ben 5.400 metri quadri (91 x 59 metri), a Novaesium in Germania inferiore la sua superficie era pari alla metà dei Principia, mentre a Carnuntum era molto più grande, ed ancor di più a Caerleon. Al contrario nei forti ausiliari, solo nei più importanti, le dimensioni si riducevano di molto. Sappiamo, infatti, che ad Housesteads ce n'era uno dei più grandi (18 metri x 27 metri). La struttura era diversa rispetto a quelli legionari. A Fendoch, ad esempio, si trattava di un edificio rettangolare con un corridoio centrale.
La posizione di questa struttura all'interno del castrum era consigliata da Pseudo-Igino nel De munitionibus castrorum, il più possibile lontano dai posti di lavoro dei soldati (come le fabricae), per garantire agli infermi un accettabile livello di quiete. In molti campi legionari erano infatti posti o sul retro (rispetto al fronte che dava verso il nemico), oppure sul fianco sinistro dei Principia, separato dai baraccamenti dei soldati, dalla via principalis.

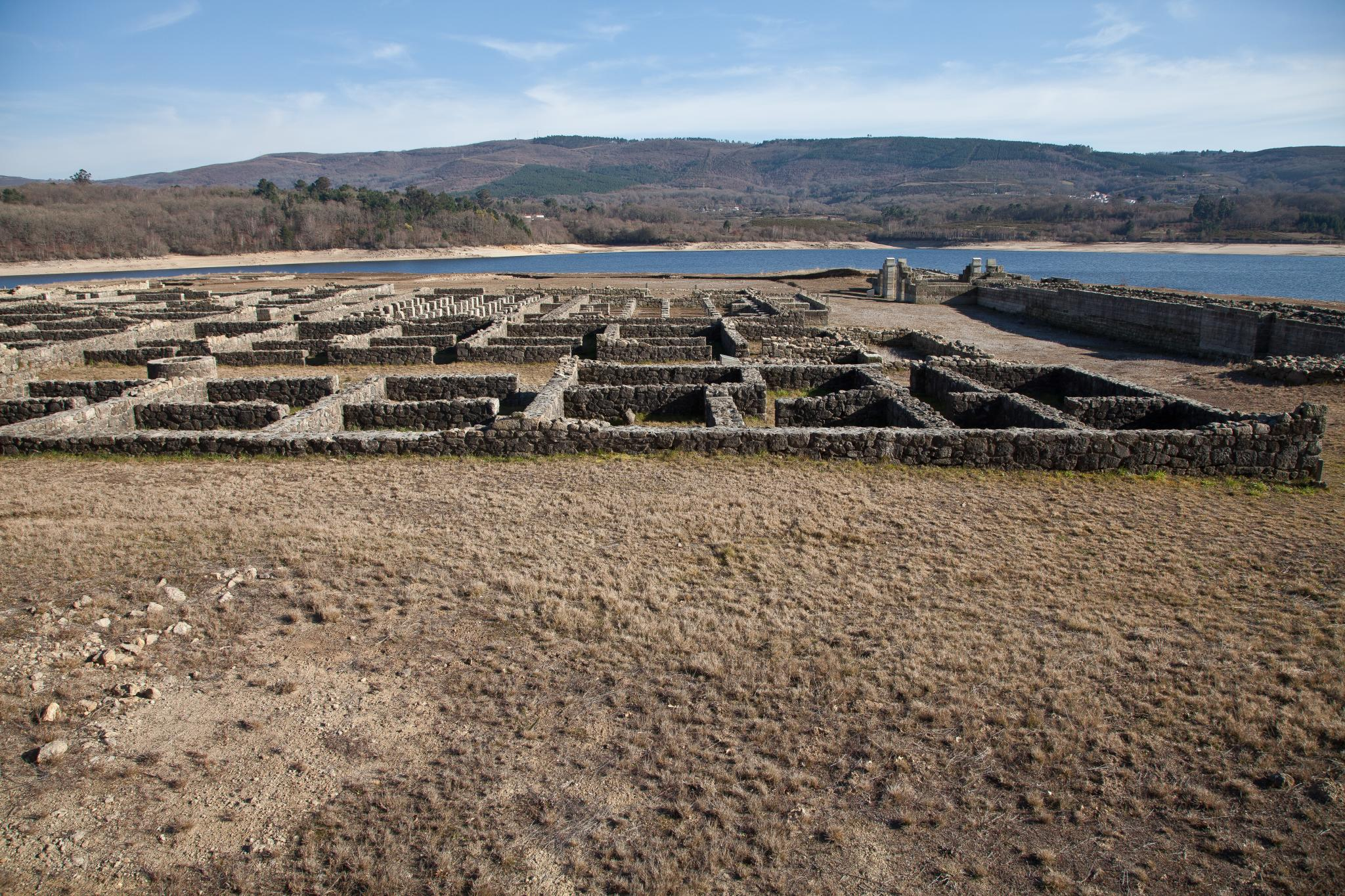
Valetudinarium ad Aquis Querquennis (Spagna romana)

## Personale militare

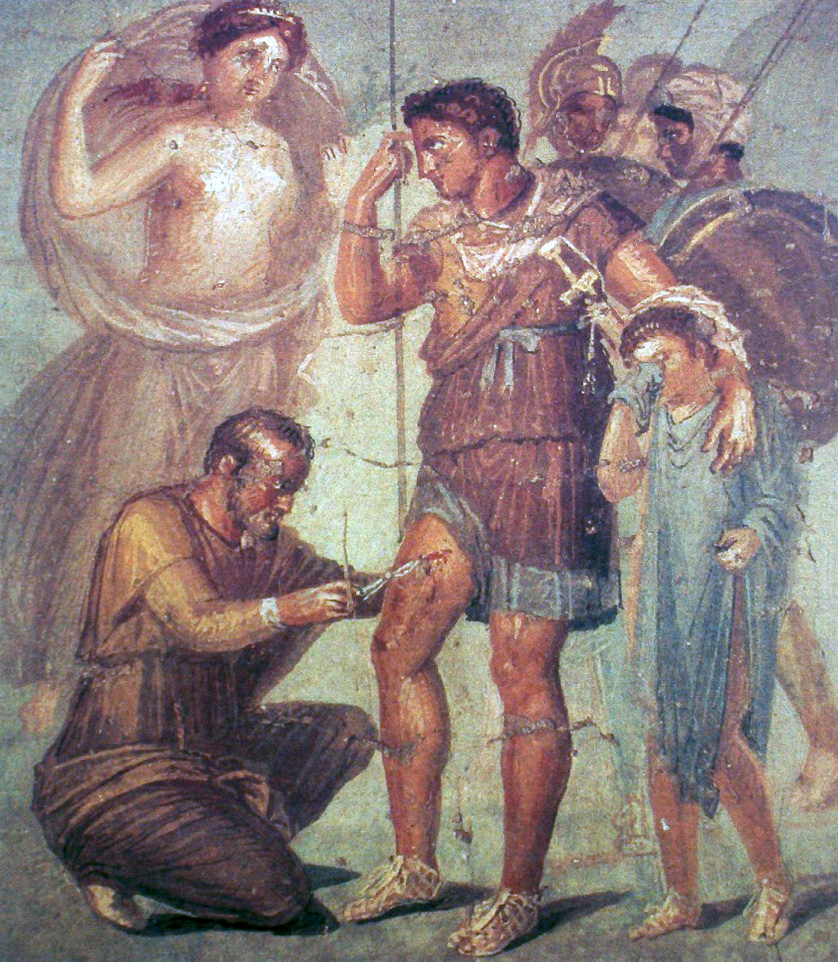
Pittura romana: intervento chirurgico su un soldato. Da una pittura murale di Pompei.

L'esercito romano aveva un forte interesse a curare la salute dei propri uomini, sviluppando un sofisticato servizio medico, basato sulle migliori conoscenze mediche del mondo antico. L'esercito romano aveva, pertanto, medici altamente qualificati, in possesso di un'enorme esperienza pratica. Anche se la loro conoscenza era del tutto empirica, non analitica, le loro pratiche erano rigorosamente controllate e testate sui campi di battaglia e quindi più efficaci di quelle disponibili per la maggior parte degli eserciti fino a prima del XIX secolo.
Responsabile generale dello staff medico e dei servizi relativi di una legione, era il praefectus castrorum. Sotto quest'ultimo c'era poi l optio valetudinarii, o direttore dell'ospedale militare della fortezza legionaria, che responsabile amministrativo dello staff medico. Comunque, a capo del servizio clinico vi era un servizio "medico-capo", chiamato semplicemente Medicus.
Negli accampamenti era quasi sempre presente una grande infermeria, i cui resti sono stati trovati in diverse città-accampamento.